# Карл Немечек
Карл Фрідріхович Немечек  (нім. Karl Nemeczek; 8 жовтня 1950, Чернівці, УРСР, СРСР — 27 січня 2021, Людвігсбург, Німеччина) — український і німецький музикант, трубач, педагог

## Біографія
Музичну освіту отримав в Україні:
- У 1968-1972 роках навчався в Чернівецькому музичному училищі по класу труби.
- У 1972-1978 роках навчався по класу труби у відомого педагога-трубача  професора Миколи Володимировича Бердиєва у Київській державній консерваторії ім. П. І. Чайковського.

Ще студентом працював у Заслуженому симфонічному оркестрі Держтелерадіо України, а потім солістом симфонічного оркестру Донецького оперного театру. 
На початку 1980 років, повернувся до Києва, працював у Державному симфонічному оркестрі України. Виконував партію першої труби. Одночасно займався викладацькою діяльністю — вів клас труби в Київському музичному училищі ім. Р. М. Глієра та Київському державному інституті культури.
Переїхав до Німеччини у 1989 році. Працював педагогом в школах мистецтв міста Бакнанг і Вайблінген. Виступав із сольними концертами в Німеччині, Чехії  та інших країнах. Співпрацював з багатьма оркестрами як музикант і диригент. Відвідував з творчими поїздками Україну.
Володів бароковою трубою, пікколо, corno da caccia та усіма видами труб. Виконавський репертуар К. Немечека носить різноплановий характер музичних творів, починаючи від Ренесансу, Бароко і до сучасних модерних творів. Мав досить потужний яскравий і виразний трубний звук без технічних обмежень.